# غونزالو باريوس
غونزالو باريوس (بالإسبانية: Gonzalo Barrios) هو دبلوماسي ومحامي وسياسي فنزويلي، ولد في 10 يناير 1902 في فنزويلا، وتوفي في 30 مايو 1993 في كاراكاس في فنزويلا. حزبياً، نشط في حزب العمل الديمقراطي. وقد انتخب عضو مجلس نواب فنزويلا.